# Xadalu Tupã Jekupé
Dione Martins da Luz, comumente conhecido como Xadalu Tupã Jekupé (Alegrete, Rio Grande do Sul, 1985) é um artista indígena que usa elementos da serigrafia, pintura, fotografia. Com o despertar do interesse pela arte, a representatividade indígena tomou o protagonismo de seu trabalho. Suas contribuições e sua origem estão ligadas ao povo que habitavam as margens do Rio Ibirapuitã e a revelação de seu nome espiritual guarani, foi designado a partir de um ritual de nomeação em batismo Nhemongarai, pelo centenário cacique Karai Tataendy Ocã. As visões e inquietações das aldeias são levadas para a cidade em forma de arte urbana, mostrando os contrastes sociais entre a cultura indígena e a cultura ocidental. Xadalu, faz parte de uma geração de artistas ativistas voltados para o debate e luta contra o apagamento da cultura indígena no Rio Grande do Sul. Suas obras representam parte de suas vivências na aldeia, das conversas com sábios e objetos que simbolizam a arte urbana e o tensionamento entre a cultura indígena e ocidental nas cidades. O artista realiza temporadas de residência artística em aldeias do sul do Brasil e da Argentina, produzindo obras nas comunidades.
Em 2014 também participou do Sticker Conection, documentário de 19min, sob direção de Tiago Bortolini. Em 2019 ganhou o prêmio de melhor filme Longa Metragem Júri Popular no Festival Internacional Amazônia, com Xadalu e o Jaguaretê. Este documentário foi dirigido por Tiago Bortolini e produzido por Zeppelin Filmes. Em 2016 publicou o livro xadalu movimento urbano sobre a importância da arte urbana e contemporânea de Porto Alegre, que foi um projeto realizado pela Joner Produções com financiamento do Pró-Cultura-RS/ FAC/ Secretaria de Cultura, Turismo, Esporte e Lazer do Rio Grande do Sul.  Neste contexto, o trabalho de Xadalu contribui para que a visibilidade dos povos indígenas não seja apagada e cada vez mais a luta por territórios ganhe força. Ele também abre espaços para contar sua própria história de resistências e possibilitar que outros artistas indígenas também alcancem esse espaço, tornando possível conhecer suas vivências que carregam a bandeira da resistência e da luta por direitos.

## Prêmios
- Prêmio Aliança Francesa, classificação em 1º lugar (2020);[11]
- Prêmio Salão Anapolino, como artista selecionado (2020);[12]
- Prêmio Fundação Iberê Camargo (2019);[13]
- Prêmio Açorianos de Artes Plásticas, na categoria de Artista Revelação (2019);[14]
- Prêmio Faces Artes Visuais Projeto Fauna Guarani (2016);[15]
- Indicado para o Prêmio Açorianos Artes Plásticas (2016);[16]
- Indicado para o Prêmio Açorianos Artes Plásticas (2015);[17]
- Prêmio Humanidades (2014), pelo Instituto Brasileiro da Pessoa, homenagem pela defesa da causa indígena aliada às questões sócio culturais deste tempo;[18]
- Melhor Artista, pela Expo Colex Mostra Internacional de Sticker Art, em Santos, São Paulo (2012).[19]

## Exposições Individuais
- Xadalu Tupã Jekupé, Galeria Bolsa de Arte, São Paulo (2021);[15]
- Cosmovisão, Museu Nacional de Belas Artes, Rio de Janeiro (2021);[20]
- Área Indígena, Ação da Bandeira do MAR,  Museu Arte do Rio (2020);[21]
- Invasão Colonial Yvy Opata “A terra vai acabar”, MACRS, Porto Alegre (2020);[22]
- Espaço, Arte e Resistência na Cultura Guarani, curadoria Luciano Migliaccio, FAU – USP, São Paulo (2019);[23]
- Fauna Guarani, Galeria Bolsa de Arte, Porto Alegre (2018);[24]
- Tribalismo, Galeria Generation Berlin Mitte Hostel, Berlim, Alemanha (2017);[3]
- Tribalismo, Galleria d ́arte Puzzle, Florença, Itália (2017);[15]
- Elementos Urbanos, Centro cultural Erico Veríssimo, Porto Alegre, (2016);
- Aldeia dos Anjos, IAB – Porto Alegre (2015);[19]
- O Dilúvio, 13ª Semana de Museus, MARGS, Porto Alegre (2015);[19]
- Xadalu – O Índio Universal, 72Ny Gallery, Porto Alegre (2014).[19]

## Exposições coletivas
- Exposição Die Macht der Vervielfältigung, Instituto Goethe, Leipziger Baumwollspinnerei, Leipzig, Alemanha (2019);[25]
- O Poder da Multiplicação, Curadoria Gregor Jansen. Instituto Goethe, Margs, Porto Alegre (2018);[26]
- Salão Arte Pará, Curadoria Paulo Herkenhoff, Museu UFPA, Belém (2018);[27]
- RSXXI Experimental, Curadoria Paulo Herkenhoff, Santander Cultural, Porto Alegre (2018);[28]
- Projeto Arte no Muro Santander Cultural, Santander Cultural, Porto Alegre (2015);[15]
- Arte x Publicidade, MARGS, Porto Alegre (2015);[29]
- Dimensão Pública, Centro Cultural Érico Veríssimo, Porto Alegre (2015);[19]
- Vontade para tudo na vida, 20 anos do Museu de Arte Contemporânea do Rio Grande do Sul, MACRS (2014);[15]
- Conexões Globais, Casa de Cultura Mário Quintana, Porto Alegre (2013);[30]
- Do Meio, Instituto de Artes Visuais do Rio Grande do Sul/IEA VI, Porto Alegre (2012);[15]
- Expo Colex, Festival Mundial de Arte – Santos/SP (2012);[19]
- Metropolitanos, MACRS Arte e Memória, Fórum Social Mundial Temático, Memorial do Rio Grande do Sul, Porto Alegre (2012).[29]

## Palestras e oficinas
- Palestra Xadalu movimento Urbano, Santander Cultural, Porto Alegre (2017);[31]
- Vozes Contra o Racismo, curadoria de Helio Menezes, São Paulo (2020);[32]
- WEeb Serie Oficina Arte urbana e impressões em papel Fibra Lab Xadalu, CMPC Brasil/ Porto Alegre (2020);[33]
- Palestra Onhemongu´e A arte entre aldeia, periferia e Museu, Faculdade de Arquitetura e Urbanismo de São Paulo (2020);[33]
- Oficina de contos Indígenas para crianças Xadalu e Ara poty, Sesc RS/ Porto Alegre (2020);[33]
- Palestra Xadalu e Cacique Cirilo Karai Karai Retã o tempo parou, Fundação Ibere Camargo, Rio Grande do Sul (2020);[33]
- Projeto Arte em Diálogo com Xadalu, Museu Nacional de Belas Artes, Rio de Janeiro (2020);[7]
- Podcast Rodas de escuta Xadalu e Carlos Vergara, Sesc Rio, Rio de Janeiro (2020);[33]
- Curso Mediação Cultural no Sesc, Espaços Educativo-Culturais, Cidade e Ocupação/Sesc Rio, Rio de Janeiro (2020);[33]
- Palestra História e mito: os povos Huni-Kuin e Guarani, IEA-USP, Cátedra Olavo Setúbal, São Paulo (2019);[34]
- Palestra Raça e Artes Visuais em Terra Brasil, Bienal Mercosul (2019);[35]
- Mediação no Encontro Nacional Sesc Artes visuais, Aldeia Pindó Mirim Porto Alegre;[33]
- Palestra Resistência na Cultura Guarani, FAU – USP, São Paulo (2019);[36]
- Palestra Xadalu movimento Urbano, Santander Cultural, Porto Alegre (2017);[37]
- Palestra Xadalu movimento Urbano, Universidade Sorbonne, Paris, França (2017);[33]
- Ministrante curso extensão Serigrafia, UCS- Caxias Do Sul (2016);[33]
- Palestra Xadalu Elementos Urbanos - UCS - Caxias do Sul RS (2016);[38]
- Oficina de Sticker Art, Justiça Federal - RS / FASE (2015);[39]
- Palestra Movimento Urbano, IMED, Passo Fundo (2015);[38]
- Oficina de Arte Urbana, Atelier Livre, Porto Alegre (2015);[40]
- Oficina de Serigrafia, Festival Macondo Circus, Santa Maria (2014).[37]

## Obras em acervo
- Coleção Frances Reynolds;[41]
- Coleção Paulo Sartori;[42]
- Sesc Nacional;[33]
- Fundação Iberê Camargo;[43]
- Fundação Biblioteca Nacional Rio de Janeiro;[33]
- MAR – Museu Arte Rio;[44]
- MACRS – Museu de Arte Contemporânea do Rio Grande do Sul;[38]
- MARGS – Museu de Arte do Rio Grande do Sul Ado Malagoli;[38]
- Memorial da Justiça Federal - Rio Grande do Sul.[39]